# Lagoa da Confusão
Lagoa da Confusão é um município brasileiro do estado do Tocantins, Região Norte do país. Sua população estimada em 2019 era de 13 357 habitantes.

## História
A história de Lagoa da Confusão se inicia em 1933, com a chegada das primeiras famílias. A primeira visão que elas tiveram foi de uma imensa lagoa azul, protegida por serras e pântanos; a dificuldade que elas enfrentaram para chegar à lagoa gerou muita confusão. Por isso, o nome do povoado e, posteriormente, do município.[carece de fontes?] Os primeiros habitantes afixaram-se ao redor do lago e na década de 1950 são descobertas jazidas de calcário na área do atual município, consolidando o povoamento. A emancipação política ocorreu após plebiscito, realizado em 10 de fevereiro de 1991,[carece de fontes?] desmembrando-se de Cristalândia, sendo oficialmente criado pela lei estadual nº 251, de 20 de fevereiro de 1991, e instalado em 1º de janeiro de 1993.

## Geografia
De acordo com a divisão regional vigente desde 2017, instituída pelo IBGE, o município pertence às Regiões Geográficas Intermediária de Palmas e Imediata de Paraíso do Tocantins. Até então, com a vigência das divisões em microrregiões e mesorregiões, fazia parte da microrregião do Rio Formoso, que por sua vez estava incluída na mesorregião Ocidental do Tocantins.
Localiza-se a uma latitude 10º 47'37" sul e a uma longitude 49º 37'25" oeste. A topografia de 90% do município é plana, tratando-se de várzeas úmidas de alta produtividade, tudo auxiliado por um clima tropical durante o ano todo.

## Economia
Possuí uma das maiores rendas per capita do estado do Tocantins.
O município é o maior produtor de arroz irrigado do estado do Tocantins, com área plantada de aproximadamente 50.000 ha no período das chuvas (novembro a março), e plantio de 40.000 no período de inverno.[carece de fontes?] Planta-se soja, arroz, feijão, milho, melancia, produtos estes vendidos no mercado nacional.
O município da Lagoa da Confusão é banhado pelos rios Formoso, Urubu, Javaés e Douradinho.
O município possuí uma boa capacidade de armazenagem de grãos, possuindo vários armazéns gerais, entre eles JC Armazéns Gerais, AGB Armazéns Gerais, Cooperativa do Vale da Lagoa, Cooperlago, CDA (Arroz Tio Jorge), Armazéns Morro da Pedra, além dos estruturas de armazenagem localizadas nas propriedades particulares. No ano de 2004, com a construção pelo Governo do Estado do Tocantins, de uma ponte sobre o Rio Formoso, atendendo uma reivindicação do Presidente do Sindicato Rural de Lagoa da Confusão, Dr. Júlio César Baptista de Freitas, abriu-se uma fronteira agrícola de aproximadamente 80.000 ha, de terras férteis e irrigáveis, o que poderá impulsionar a economia da região, principalmente porque na região em tela, conhecida como Ilha do Formoso, a topografia é extremamente plana e existe água em abundância (Rio Formoso e Javaés), o que propicia a irrigação de toda a área. atualmente na região já se instalou aproximadamente 12.000 ha de novos projetos de irrigação.[carece de fontes?]
Na safra agrícola de 2006/2007, o município teve um expressivo aumento de área plantada, atingindo a sua maior produção, algo em torno de 3.000.000 de sacas de arroz, e também alcançou suas melhores médias de produtividade, atingindo um patamar de 90 sacas por hectare de arroz irrigado. O município da Lagoa da Confusão, é um dos poucos do Brasil, liberados para a produção de soja semente durante o período de inverno. A liberação foi feita pelo Governo Federal, e aconteceu pois na região pouco se desenvolve a Ferrugem Asiática, pelas condições climática da região. Na safra de inverno do ano de 2009, o município teve toda a sua área irrigável cultivada, sendo plantadas sementes de soja, feijão para consumo e melancia. Estima-se que nesta safra de inverno (maio a outubro) deve ser colhido mais de 20.000 caminhões de melancia no município. Para a safra 2009/2010, esta sendo incrementada uma área de plantio de aproximadamente 3.000 ha, o que fará que o município que já é um dos maiores arrecadadores de ICMS do estado, aumente sua importância como polo regional de agricultura irrigada. Conforme o Censo de 2010, o município da cidade de Lagoa da Confusão cresceu 65,61%, perdendo em crescimento demográfico somente para a capital do estado Palmas, que teve um incremento em sua população de 66,21%. Ainda, hoje não mais se produz 20.000 caminhões de melancia no município, mas algo em torno de 80.000 caminhões por safra. Há na comunidade uma mobilização visando a preservação ambiental da região, isto plenamente apoiado pelos produtores rurais e associações. No ano de 2009/2015 houve um enorme incremento no estabelecimento de empresas produtoras de sementes de soja, vindas praticamente de todo o país, atraídas pela qualidade e sanidade do produto produzido na região, aliado ao baixo custo de produção.[carece de fontes?]
Através de criação da Associação dos Produtores Rurais do rio Formoso, com apoio do Comitê da Bacia Hidrográfica do Rio Formoso, estão sendo construídas 04 (quatro) elevatórias no Rio Formoso, o que permitirá a armazenagem da água que seria desperdiçada, e com isso, haverá uma segurança com relação ao plantio do período da seca (maio a outubro), além de propiciar uma possibilidade de incrementar a área de plantio, com segurança hídrica.[carece de fontes?]